# سرافیم تودوروف
سرافیم تودوروف (بلغاری: Серафим Симеонов Тодоров؛ زادهٔ ۶ ژوئیهٔ ۱۹۶۹) بوکسور اهل بلغارستان است.